# بيت قوزع (الرجم)

تعديل مصدري - تعديل

بيت قوزع هي إحدى قرى عزلة بني الغذيفي بمديرية الرجم التابعة لمحافظة المحويت، بلغ تعداد سكانها 527 نسمة حسب تعداد اليمن لعام 2004.